# János Ernő salzburgi érsek

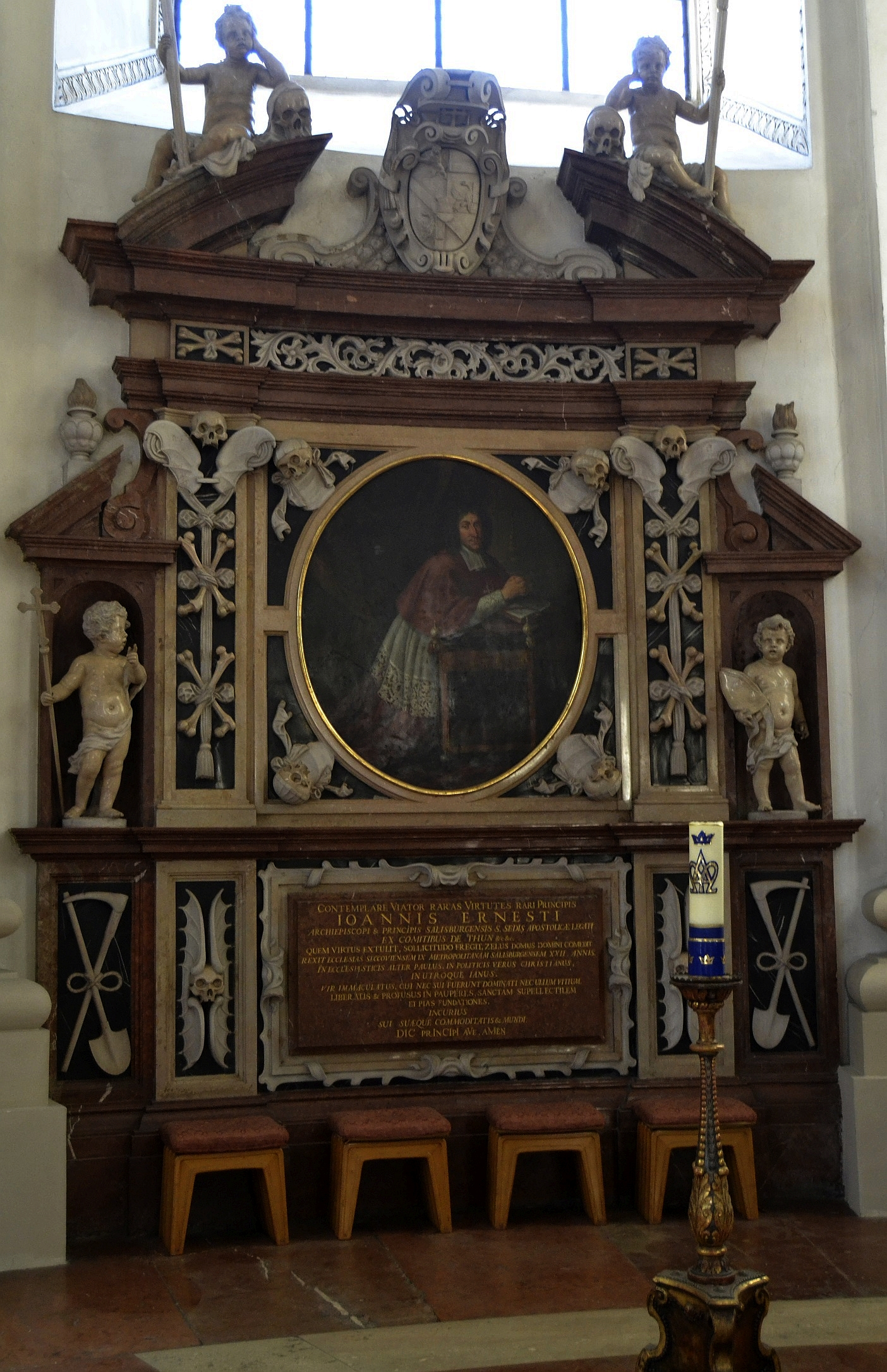
Johann Ernst von Thun és Hohenstein emlékműve a salzburgi dómban

János Ernő salzburgi érsek (németül: Johann Ernst Graf von Thun und Hohenstein, az Alapító (Prága, 1643. július 3. – Salzburg, 1709. április 20.) 1679 és 1687 között seckaui püspök, 1687 és 1709 között pedig a Salzburgi Érsekség hercegérseke, a barokk város felvirágoztatója.

## Élete
Johann Ernst von Thun und Hohensteint 1677-ben szentelték pappá, és 1679. december 29-én a Seckaui egyházmegye püspökévé választották. Miksa Gandolf salzburgi érsek a következő évben püspökké szentelte. 1687. június 30-án Salzburg 58. érseke és egyben 63. szellemi uralkodója lett.
Johann Ernst Salzburgot csodálatos barokk várossá bővítette. Johann Bernhard Fischer von Erlachhal építtette a kollégiumi templomot, az Oroszlán-templomot és a Szentháromság-templomot a paplakkal és a Klessheim-palotával. Számos kisebb épület mellett megvásárolta a salzburgi órajátékot, és megépíttette a katedrális nagy orgonáját. Ő tette le a mai megyei kórház építésének alapkövét is. A székesegyház jól ismert csigalépcsője, a Neue Türnitz, az egykori laktanya a Mirabell-palota mellett, a Marienbrunnen a mai Anton-Neumayr-Platzon, Péter és Pál apostolok szobra a székesegyház kapuja előtt és a mai a rezidencia karabinertermének terve is tőle származik. Ő építtette Lofer közelében a Maria Kirchenthal búcsújáró templomot. Johann Ernst Thun ezenkívül 70 000 guldent adományozott a Virgilianus Collegiumnak, 12 000-et a Siebenstadt Collegiumnak, 100 000-et pedig az Ursuline Iskolának és a Szent Rupert Lovagrendnek.
A székesegyházi káptalannal való illetékesség körüli évekig tartó viták során végül XII. Ince pápa döntött, a kánonokkal szemben érvényesítette akaratát és megszilárdította befolyását, amelynek a jövőbeni biztosítása érdekében a székesegyházi káptalan akarata ellenére döntött 1705. október 19-én Franz Anton Graf von Harrach koadjutor javára, aki halála után az utódja lett. A chiemsee-i püspökkel és a Passaui egyházmegyével is voltak nézeteltérések, amit Johann Ernst is csak hosszas perpatvar után tudott a javára fordítani. Földjén a betiltott protestantizmust súlyosan üldözték.
Johann Ernst érsek emberi benyomást hagyott a bajor felkelés vezetőivel való kapcsolatában. Amíg az eljárást a bajor birodalmi adminisztráció folytatta, bejelentkezett I. József császárhoz, sikeresen közbenjárva Franz Dürnhardt Braunau am Inn-i polgármester és Andreas Thanner rézműves ügyében. Még Johann Georg Meindlt is bevette testőrségébe. Másrészt ellenszenvet viselt a latin országokból származó emberekkel szemben, akiket „Welsché”nek hívtak. Egy 1690-es rendeletben Savoyardokat és Welschét kifejezetten kizárták az állampolgárságból. Ez volt az oka Enrico Zuccalli svájci olasz elbocsátásának is, akinek ezáltal meg kellett szakítania a Kajetanerkirche építését, és évekig kellett pereskednie Johann Ernsttel.

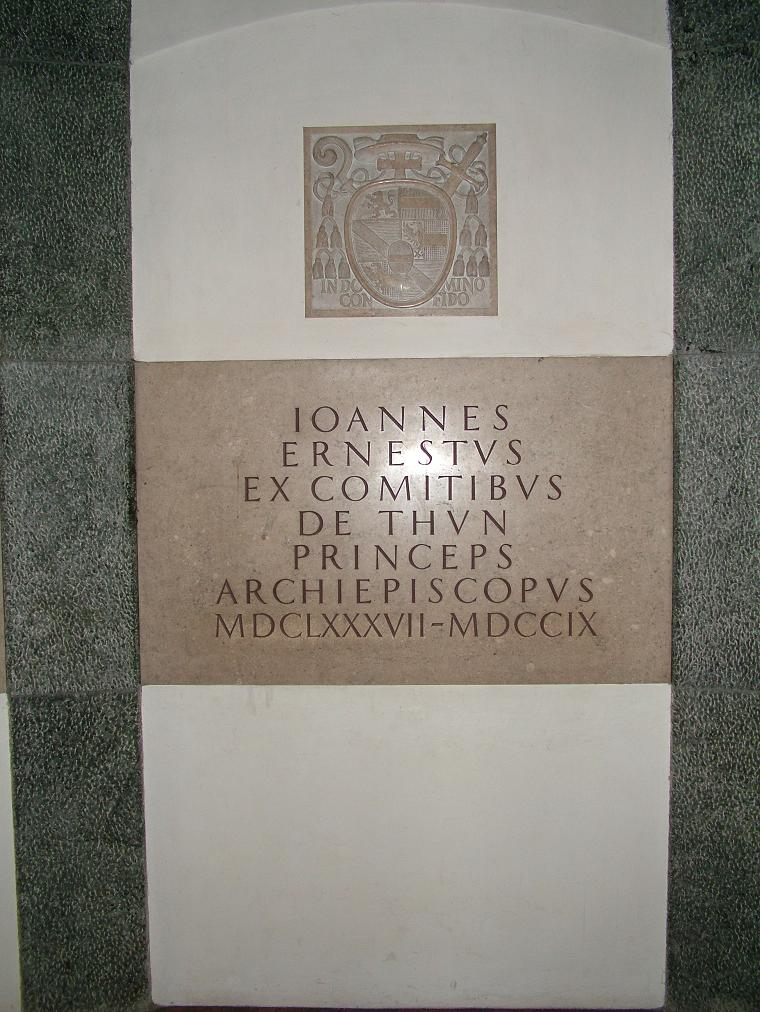
Thun érsek sírja

Thun érseket a salzburgi székesegyház kriptájában temették el.

## Bibliográfia
- Heinz Dopsch, Hans Spatzenegger (szerk.): Salzburg története, város és vidék, 2. kötet, 1. rész, újkori és jelenkori történelem. Pustet, Salzburg, 1988, ISBN 3-7025-0243-2 (németül)
- Roswitha Juffinger– Christoph Brandhuber: Johann Ernst Graf von Thun (1643–1709). In: Roswitha Juffinger (szerk.): Guidobald Graf von Thun hercegérsek: A jövő ügyfele. Salzburg, 2008, ISBN 978-3-901443-32-9, 50–52. (németül)
- Franz Ortner: Salzburg püspökei az ország történetében 696-2005. Peter Lang, Frankfurt am Main, 2005, ISBN 3-631-53654-2 (németül)
- Constantin von Wurzbach: Thun-Hohenstein, Johann Ernst. In: Biographisches Lexikon des Kaiserthums Oesterreich. 45. kötet Kaiserlich-königliche Hof- und Staatsdruckerei, Bécs, 1882, 27. o. (Digitalisat). (németül)

## Fordítás
- Ez a szócikk részben vagy egészben  a   Johann Ernst von Thun und Hohenstein című német Wikipédia-szócikk ezen változatának fordításán alapul.  Az eredeti cikk szerkesztőit annak laptörténete sorolja fel. Ez a jelzés csupán a megfogalmazás eredetét és a szerzői jogokat jelzi, nem szolgál a cikkben szereplő információk forrásmegjelöléseként.